# Dame Grease
Dame Grease ist ein US-amerikanischer Hip-Hop-Produzent.

## Werdegang
Dame Grease begann seine Arbeit als Musiker ursprünglich als Rapper in der Gruppe NIB. Für die gemeinsamen Lieder produzierte Grease die Musik. Als größte Einflüsse bezeichnet Dame er diverse Funk-Musiker, die Produzenten Gamble & Huff sowie Musiker der Motown-Ära.
Später begann Grease für junge Rapper aus New York Beats zu produzieren. So entstand das Lied Get at me dog von The L.O.X. Es folgten Produktionen für DMX. Durch die enge Zusammenarbeit mit den Ruff Ryders erlangte Dame Grease eine größere Bekanntheit, steuerte Stücke für Mixtapes von DJ Clue bei und produzierte Beats für Alben von N.O.R.E., Nas und Fat Joe bei. Außerdem wurde Grease zu einem Mentor für den heute populären Produzenten Swizz Beatz.  
Dame Grease arbeitet mit verschiedenen Keyboards und Pianos. In erster Linie produziert der Musiker mit Live-Instrumenten. Die Kosten für einen Beat von Grease liegen bei 50.000 Dollar. Grease komponiert außerdem Filmmusik. So ist er unter anderem für die Musik der Filme Cradle to the grave und Never die alone verantwortlich. 
2007 produzierte Dame Grease unter anderem die Singles Takin' Pictures, die DJ Drama mit Young Jeezy, Rick Ross, Jim Jones, T.I. und Young Buck aufnahm, und Roc-A-Fella von Freeway und Jay-Z. 2008 soll Grease erstes Album Sour Diesel veröffentlicht werden.

## Produktionen (Auswahl)
- 1997: Niggaz Wanna Act auf Harlem World von Mase
- 1998: Diverse auf It's Dark and Hell Is Hot von DMX
- 1998: Triplets auf Don Cartagena von Fat Joe
- 1998: Diverse auf Money, Power & Respect von The L.O.X.
- 1998: Dogs For Life auf Flesh of My Flesh, Blood of My Blood von DMX
- 1998: Body In The Trunk auf N.O.R.E. von N.O.R.E.
- 1999: Adults Only auf The Art of Storytelling von Slick Rick
- 1999: No Matter What auf Classic Limited Edition von Made Men
- 1999: Ghetto Prisoners auf I Am… von Nas
- 1999: Diverse auf Nastradamus von Nas
- 1999: Fame und D-X-L (Hard White) auf ...And Then There Was X von DMX
- 2000: My Hood auf S.D.E. von Cam’ron
- 2000: You Can't Kill Me auf The Reunion von Capone-N-Noreaga
- 2001: You Ain't Gettin None auf Scorpion von Eve
- 2003: Stick up auf Tasty von Kelis
- 2003: Greezy auf How we do von Das EFX
- 2003: We 'Bout To Blow auf Grand Champ von DMX
- 2003: Nothin' 2 A Boss, Stuntastic und Do It B.I. auf Godzilla von Yukmouth
- 2004: Get at me dog auf The Hip Hop Box (Sampler)
- 2004: 1 In The Morning auf The DEFinition von LL Cool J
- 2006: Dirty & Grimey auf A Son Unique von Ol’ Dirty Bastard
- 2006: Intro, Walk These Dogs und Life Be My Song auf Year of the Dog… Again von DMX
- 2006: Leave a Message auf Time is money von Styles P
- 2007: Roc-A-Fella Billionaires auf Free at last von Freeway
- 2007: Get at Me Dog und Stop Being Greedy auf The Definition of X: The Pick of the Litter von DMX
- 2007: Sour Diesel auf Noreality von N.O.R.E.
- 2007: Shoot Niggas und U Ain't Ready 4 Me auf Super Gangster (Extraordinary Gentleman) von Styles P
- 2007: U Ain't Ready 4 Me auf The Solution von Beanie Sigel
- 2007: Feds Takin' Pictures auf Gangsta Grillz: The Album von DJ Drama